# 長崎市立日見中学校
長崎市立日見中学校（ながさきしりつ ひみちゅうがっこう、Nagasaki City Himi Junior High School）は、長崎県長崎市界二丁目にある公立中学校。略称「日見中」（ひみちゅう）。

## 概要
歴史
1947年（昭和22年）の学制改革（六・三制の実施）により、新制中学校として開校した。2012年（平成24年）に創立65周年を迎えた。
校章
太陽とススキの絵、「中」の文字を組み合わせたものとなっている。
校歌
作詞・作曲ともに今村興善による。歌詞は3番まであり、3番に校名の「日見中」が登場する。
校区
長崎市立日見小学校区。

## 沿革
- 1947年（昭和22年）4月1日 - 学制改革（六・三制の実施）が行われる。
  - 日見村国民学校の初等科が改組され、日見村立日見小学校が発足。
  - 日見村国民学校の高等科が改組され、「日見村立日見中学校」（新制中学校）が発足。当初は日見小学校（旧・国民学校）校舎に併設される。
- 1955年（昭和30年）
  - 2月1日 - 日見村の長崎市編入に伴い、「長崎市立日見中学校」（現校名）と改称。
  - 3月16日 - 旧・日見村会議員より校旗が寄贈され、校章と校旗が制定される。
- 1960年（昭和35年）3月11日 - 鉄筋コンクリート造の新校舎（6教室）が完成。
- 1968年（昭和43年）8月10日 - プールが完成。
- 1971年（昭和46年）5月25日 - 体育館が完成。
- 1982年（昭和57年）7月23日 - 長崎大水害により、校舎裏でがけ崩れが発生。
- 1988年（昭和63年）8月31日 - グラウンドを整備。
- 1993年（平成5年）8月23日 - コンピュータ室が完成。
- 1999年（平成11年）3月15日 - 武道場・プール・心の教室の工事が完了。
- 2003年（平成15年）9月2日 - 給食を開始。
- 2011年（平成23年）9月 - 校舎耐震工事が完了。
- 2012年（平成24年）3月 - 砂場が完成。

## アクセス
最寄りのバス停
- 長崎県交通局（長崎県営バス） 「総科大前」

最寄りの国道・県道
- 長崎県道34号野母崎宿線

## 周辺
- 長崎市立日見小学校
- 長崎総合科学大学・長崎総合科学大学附属高等学校
- 長崎ペンギン水族館

## 関連事項
- 長崎県中学校一覧